# Jihaeng (métro de Séoul)
Jihaeng (hangeul : 지행 ; hanja : 紙杏) est une station de la ligne 1 (branche ligne Gyeongwon) du métro de Séoul. Elle est située au 2285 Pyeonghwa-ro, quartier Jihaeng-dong de la ville de Dongducheon, sue le territoire de la province de Gyeonggi, au nord de Séoul, en Corée du Sud. Elle dessert notamment le lycée de langue étrangère de Dongducheon, ainsi que le collège et le lycée central.
Elle est desservie par des rames, omnibus et express, de la ligne 1 du métro de Séoul.

## Situation sur le réseau

Plan du réseau (2023)

Établie en aérien,Jihaeng est une station de passage de la ligne 1 su métro de Séoul : elle est située entre la station Deokjeong, en direction du terminus ouest Incheon ou du terminus sud Sinchang via la station de bifurcation Guro, et avant la station Dongducheon jungang en direction du terminus nord Yeoncheon,.

## Histoire
Le 30 janvier 2005 les autoritées ouvre à un service temporaire la future station  Jihaeng alors que la ligne Gyeongwon est encore un chantier pour son électrification et son aménagement pour qu'elle puisse assurer le prolongement de la ligne 1 du métro de Séoul. Son service en tant que station de la ligne 1 débute le 15 décembre 2006 lors de l'ouverture à l'exploitation de ce prolongement du service du métro,.
Elle devient un arrêt du service Gyeongwon Express le 2 juillet 2018.

## Services aux voyageurs

### Accès et accueil
La station dispose de quatre accès.

### Desserte
Jihaeng est desservie par les rames omnibus et express de la ligne 1 du métro de Séoul. Elle dispose de deux quais central (1-2 et 3-4) desservis par quatre voies.

Installations en 2007
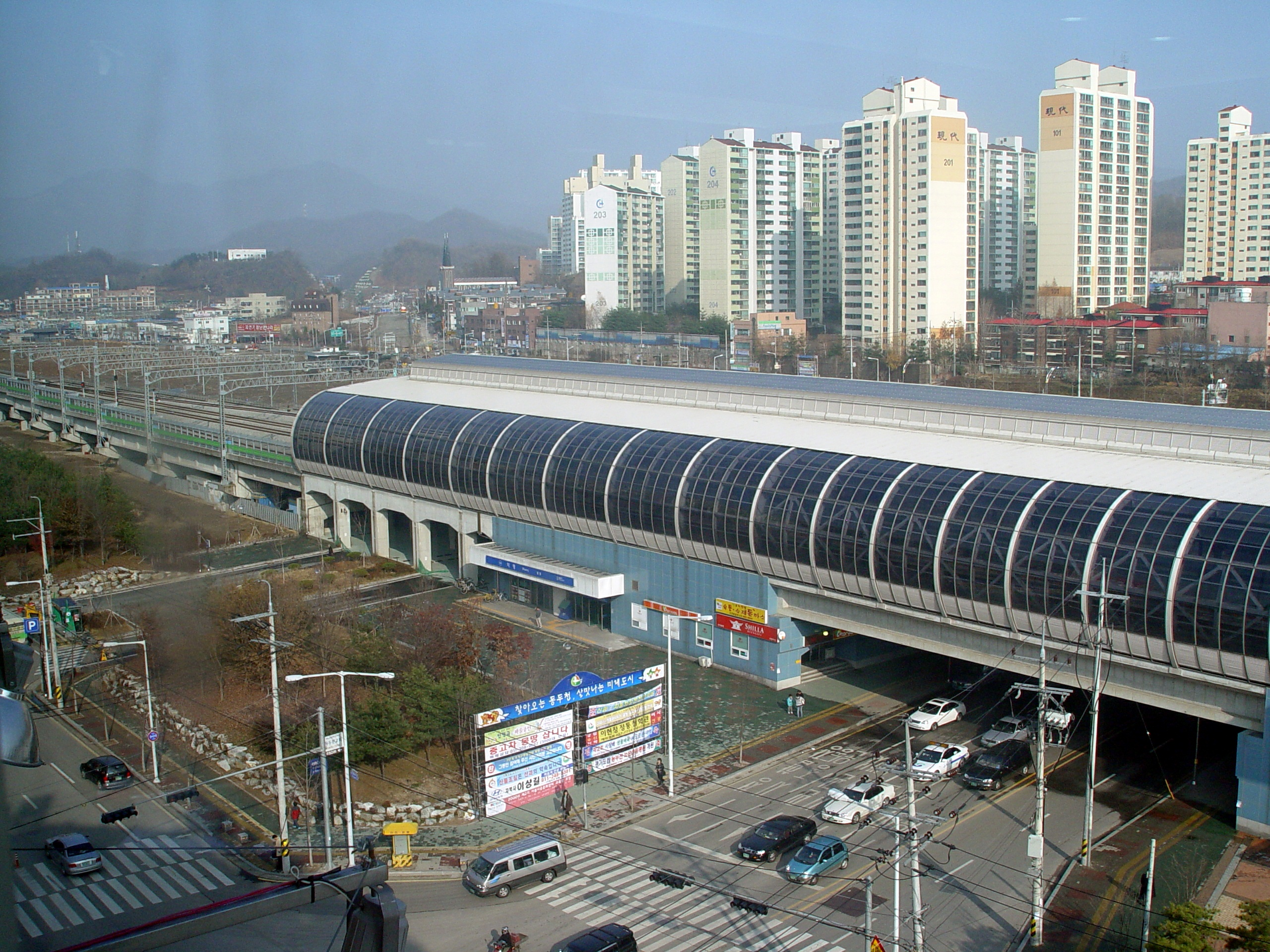
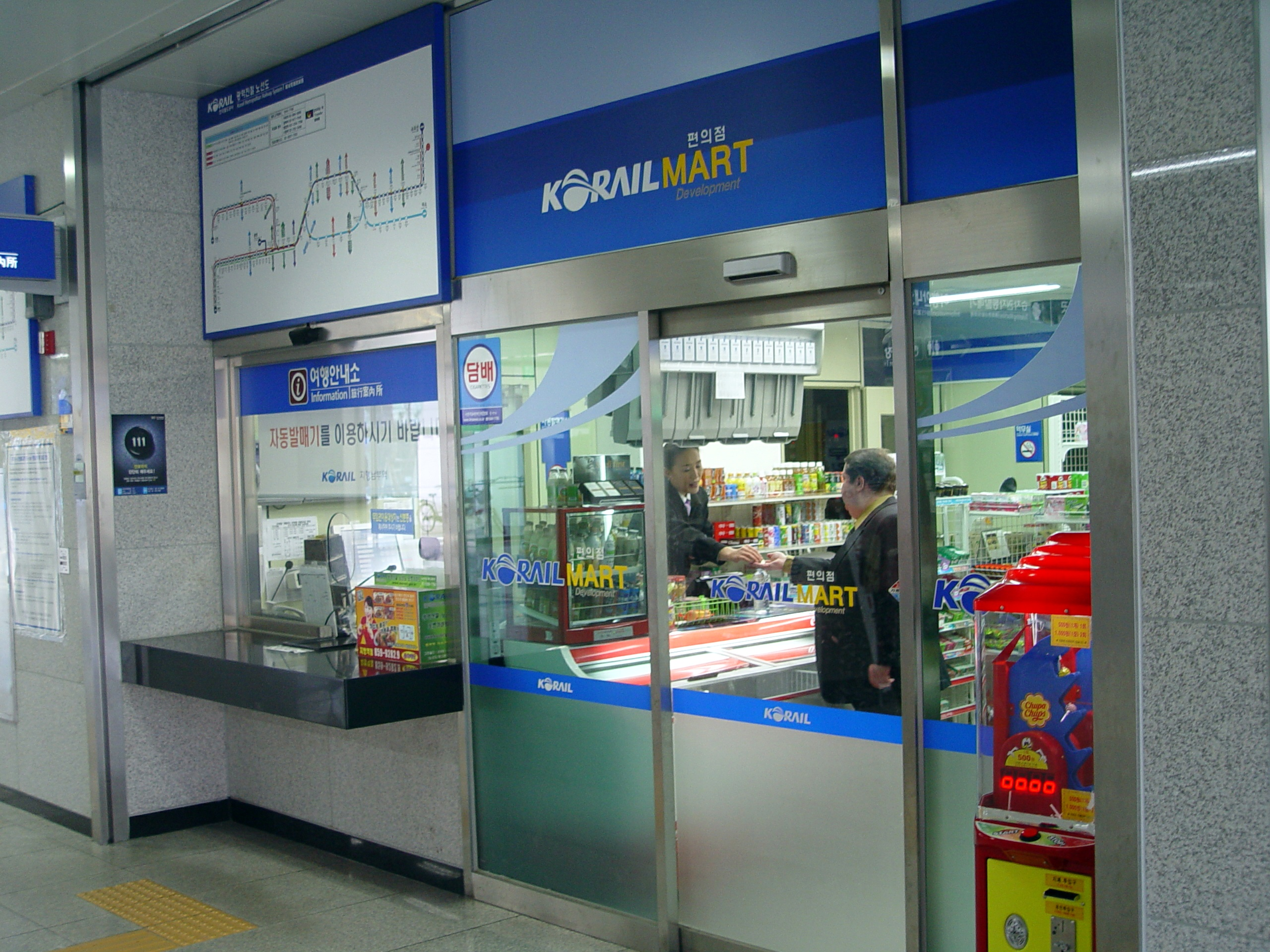
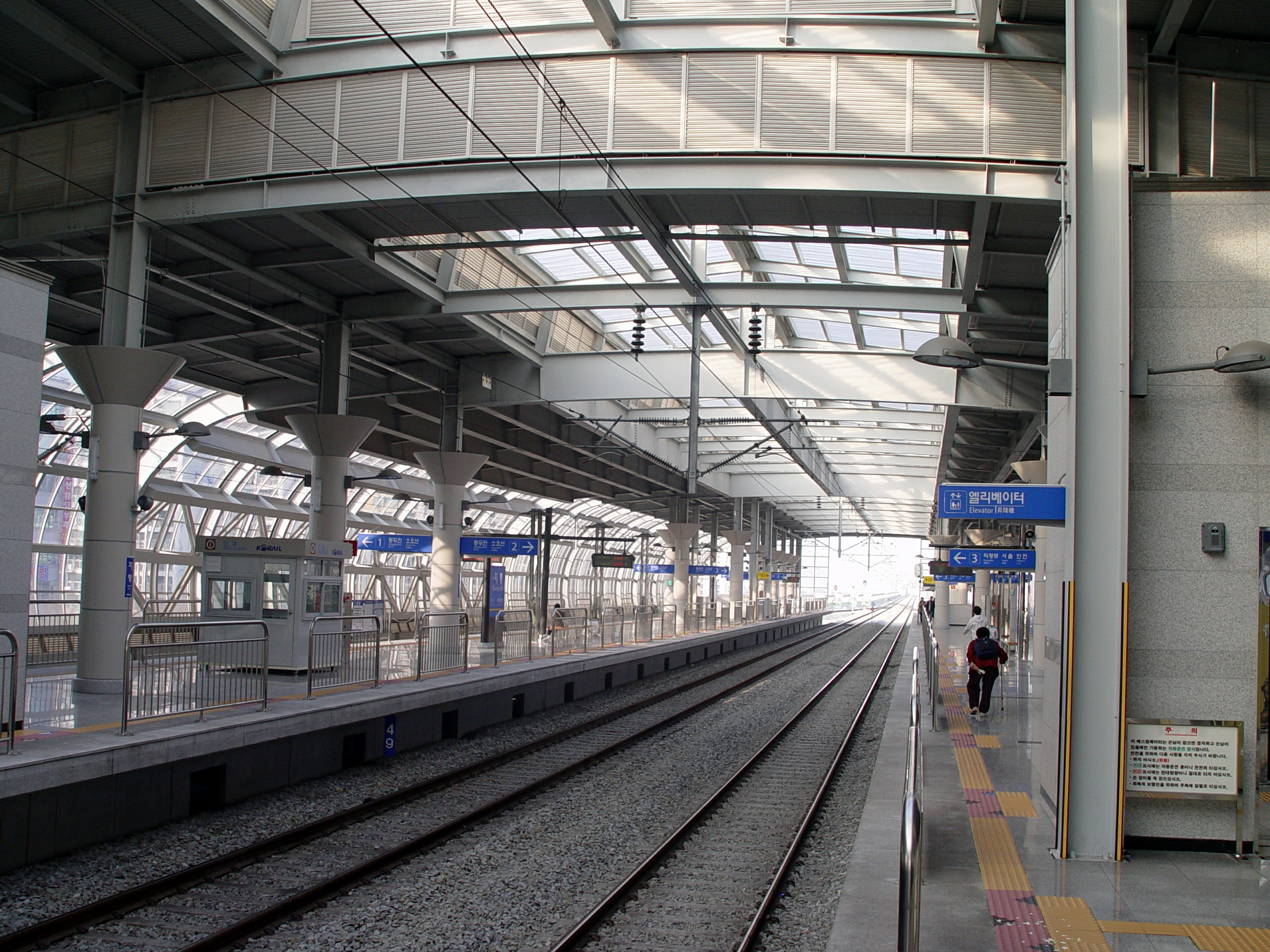

### Intermodalité
Des accroches vélos sont disponibles près des accès. À proximité, des arrêts de bus sont desservis par les lignes 2, 2-1, 3-1, 3-2, 3-4, 4, 6, 14, 14-1, 17A, 17B, 50, 57-1 90, 91-1 et 91-3..